# Ernst Meyer (Mediziner)

Ernst Meyer (1915)

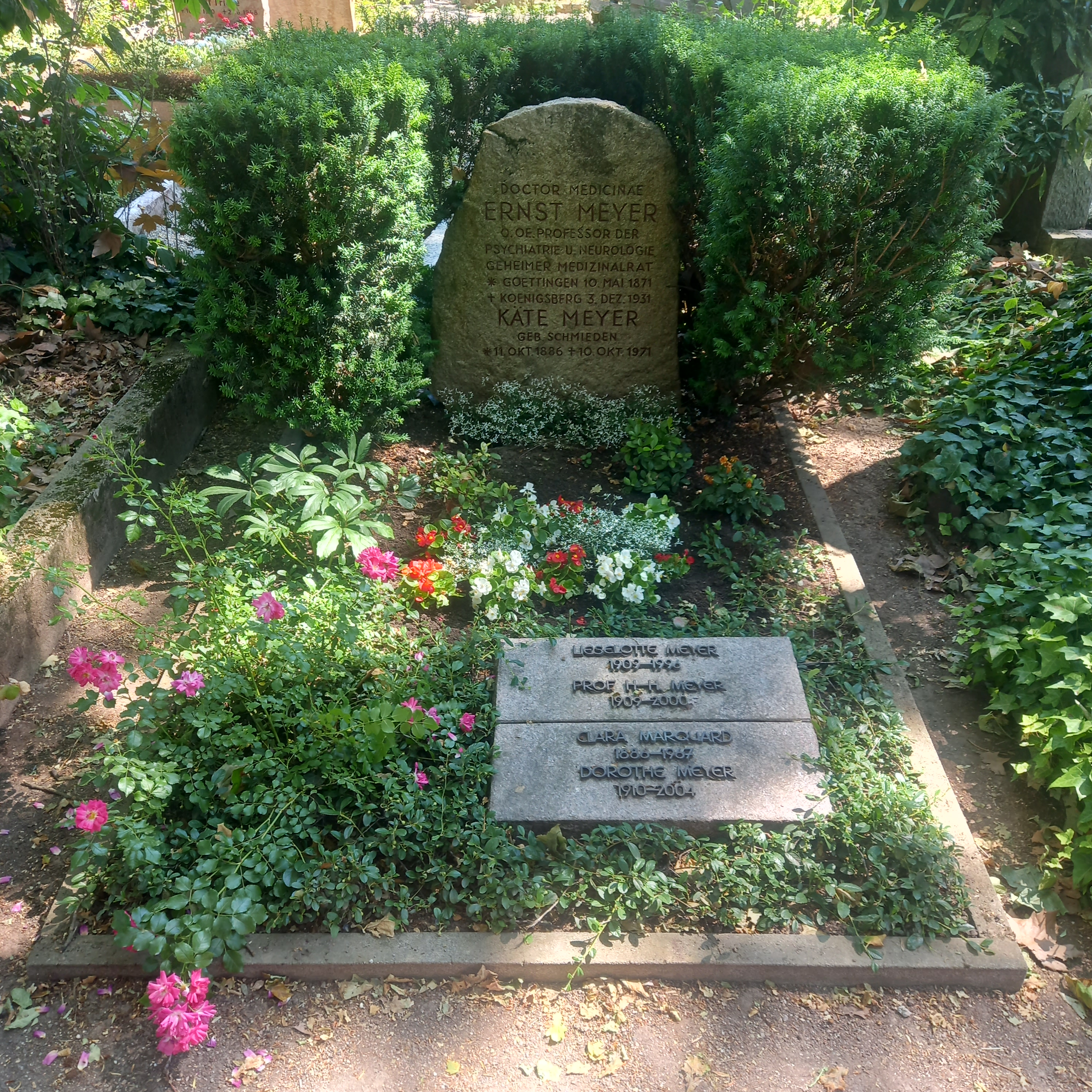
Das Grab von Ernst Meyer und seiner Ehefrau Käte geborene Schmieden im Familiengrab auf dem Neuenheimer Friedhof in Heidelberg

Ernst Meyer (* 10. Mai 1871 in Göttingen; † 3. Dezember 1931 in Königsberg i. Pr.) war ein deutscher Psychiater und Hochschullehrer. Er war Ordinarius für Psychiatrie und Neurologie an der Universität Königsberg.

## Leben
Geboren als Sohn des Psychiaters Ludwig Meyer, studierte Ernst Meyer Medizin an der Philipps-Universität Marburg und der Georg-August-Universität Göttingen. Ab 1889 war er Mitglied des Corps Teutonia Marburg.
Nach dem Staatsexamen und der Promotion (1894) war er Assistenzarzt an Kliniken Göttingens, der Eberhard-Karls-Universität und der Christian-Albrechts-Universität. Er habilitierte sich 1900 und wurde Privatdozent. 1904 erhielt er ein Extraordinariat an der Albertus-Universität Königsberg. Als es 1906 zum Ordinariat aufgewertet wurde, bestellte die Universität Meyer als ordentlichen Professor und Direktor der Psychiatrischen Klinik. Einige Jahre später wurde mit dem Neubau einer Nervenklinik am Veilchenberg in Amalienau begonnen. Die 1913 eingeweihte Pflege- und Lehranstalt galt lange als Musterbau für Deutschland. Meyer heiratete 1913 Käte Schmieden (eine Tochter des Architekten Heino Schmieden) aus Berlin. Aus der Ehe gingen vier Kinder hervor.
Meyer forschte vorwiegend zu den organischen Ursachen psychischer Erkrankungen.
1918/19 war er der letzte Prorektor der Albertus-Universität. Er zog sich zurück, als der Rektor, Kronprinz Wilhelm, außer Landes gegangen war und ein Studentenausschuss die Studentenschaft und den Lehrkörper samt Beamtenschaft gegenüber den neuen Machthabern vertreten musste. Meyer starb nach längerem Krankenlager mit 60 Jahren im Amt.
Sein Sohn Hans-Hermann Meyer (1909–2000) wurde Ordinarius für Psychiatrie und Neurologie an der Universität des Saarlandes und Direktor der Universitäts-Nervenklinik, sein Sohn Joachim-Ernst Meyer (1917–1998) Ordinarius für Psychiatrie in Göttingen.

## Ehrungen
Unvollständige Liste
- Geheimer Medizinalrat (1913)

## Schriften (Auswahl)
- Ueber Ausscheidungstuberkulose der Niere. Kästner, Göttingen 1894 (Dissertation, Universität Göttingen, 1894).
- Beitrag zur Kenntniss der acut entstandenen Psychosen und der katatonischen Zustände. In: Archiv für Psychiatrie und Nervenkrankheiten. Bd. 32, H. 3, Dezember 1899, S. 780–902, doi:10.1007/BF02322183 (Habilitationsschrift, Universität Tübingen, 1899).
- Psychiatrie (= Diagnostische und therapeutische Irrtümer und deren Verhütung. Bd. 2). Thieme, Leipzig 1917; 2., verbesserte Auflage 1923.
- Krankheiten des Gehirns und des verlängerten Marks (= Diagnostische und therapeutische Irrtümer und deren Verhütung. Bd. 12). Thieme, Leipzig 1921.